# Milton Nascimento
Milton Silva Campos do Nascimento OMC (Rio de Janeiro, 26 de outubro de 1942) é um cantor, compositor e multi-instrumentista brasileiro reconhecido como um dos mais influentes artistas da história da música nacional. Nascido no Rio de Janeiro e criado em Três Pontas, tornou-se conhecido nacionalmente quando sua composição "Travessia", co-escrita com Fernando Brant, ocupou a segunda posição na edição de 1967 no Festival Internacional da Canção.
Milton Nascimento gravou, ao todo, 34 álbuns, sendo indicado a cinco estatuetas do Grammy Awards a Melhor Álbum de Música do Mundo, entre as quais se destacaram a de Best World Music Album em 1998 por Nascimento e a de Best Contemporary Pop Album em 2000 do Grammy Latino por Crooner.
Foi indicado na 67.ª cerimónia dos Grammy Awards, na categoria Melhor Álbum Vocal de Jazz ao lado da jazzista Esperanza Spalding.
Teve inúmeras parcerias que regravaram suas canções como Angra, Beto Guedes, Caetano Veloso, Chico Buarque, Clementina de Jesus, Criolo, Elis Regina, Fafá de Belém, Gal Costa, Gilberto Gil, Jorge Ben Jor, Samuel Rosa, Maria Bethânia, a dupla Pena Branca e Xavantinho, Simone, e artistas estrangeiros como Björk, Duran Duran (com quem co-escreveu e gravou a faixa "Breath After Breath" em 1993), Herbie Hancock, Mercedes Sosa, Pat Metheny, Paul Simon, Peter Gabriel, Quincy Jones, Sarah Vaughan & Wayne Shorter.
Milton já se apresentou na América do Sul, América do Norte, Europa, Ásia e África, vindo a se aposentar dos palcos na capital mineira (onde começou sua carreira) em 13 de novembro de 2022.

## Biografia
Milton nasceu num quarto da pensão de Dona Augusta, na rua Conde de Bonfim 472, do bairro da Tijuca, no Rio de Janeiro. Filho da empregada doméstica Maria do Carmo do Nascimento, que, como fora abandonada grávida pelo namorado, registrou o filho como mãe solteira. Maria do Carmo criou Milton com ajuda de sua mãe, mas, ainda muito jovem, entrou em depressão e morreu de tuberculose antes de Milton completar dois anos. Milton ficou entregue aos cuidados da avó materna, viúva, também empregada doméstica.
Uma das duas filhas do casal para o qual sua avó trabalhava, a professora de música Lília Silva Campos, era recém-casada e não estava conseguindo engravidar. Imediatamente, Lília apegou-se a Milton e propôs adotá-lo. A avó concordou, desde que o trouxessem para ela vê-lo algumas vezes e não tirassem o nome da sua mãe do registro. O casal concordou e Milton foi então adotado por Lília e seu marido Josino Campos, dono de uma estação de rádio. A família mudou-se para Três Pontas, em Minas Gerais. Por alguns anos ele foi filho único. Mesmo fazendo tratamento, Lília não engravidava. O casal, então, passou a visitar orfanatos e adotou um menino e, poucos anos depois, uma menina. O casal só teve uma filha biológica, alguns anos depois. Milton sempre soube ser adotado, assim como seus irmãos.
Foi apelidado de "Bituca" ainda criança, por fazer um bico quando estava contrariado, numa referência aos índios botocudos. Milton começou a gostar de música por influência da mãe, que havia estudado com Heitor Villa-Lobos. Aos quatro anos, ganhou uma sanfona de dois baixos, e desde cedo explorou sua voz. Aos 13 anos, era crooner do conjunto Continental de Duilio Tiso Cougo, grupo musical de baile de Três Pontas.
Milton casou-se no cartório e na Igreja dos Capuchinhos, na Tijuca, em 1968, com uma estudante chamada Lurdeca. O casal foi viver em Copacabana, porém o matrimônio durou apenas um mês. Após dois meses separados, veio a anulação do casamento, voltando ao estado civil de solteiro. Teve depois diversas namoradas, uma delas, chamada Kárita, uma socialite paulistana muito rica, que foi sua namorada por mais de cinco anos. Optando por investir seu tempo e dedicação em sua carreira artística, não quis casar e nem ter filhos, apenas mantendo relacionamentos casuais. Vivendo sozinho, Milton, então, decidiu ser pai, e adotou Augusto, seu único filho, que nasceu em 3 de junho de 1993. Milton o conheceu quando o menino tinha 13 anos, em 2006, em Juiz de Fora, cidade em que Augusto residia desde a infância. O filho sempre manteve relação com a mãe, Sandra, mas, desde muito jovem, não tinha qualquer laço com o pai biológico. Milton apegou-se a ele como um pai, e perguntou se ele queria ser seu filho. Augusto aceitou, e passou a se dividir entre Juiz de Fora e Rio de Janeiro. Quando o rapaz completou 23 anos, em 2016, foi oficialmente adotado, passando a assinar Augusto Kesrouani do Nascimento, mantendo o sobrenome da mãe, e incluindo o “Nascimento”, do pai. Em entrevistas, Milton revelou que seu filho foi o maior presente que recebeu.

## Trajetória profissional

Milton Nascimento, 1969. Arquivo Nacional.

Gravou a primeira canção, "Barulho de Trem", em 1962. Em Três Pontas integrava, ao lado de Wagner Tiso, o grupo W's Boys, que tocava em bailes. Mudou-se para Belo Horizonte para cursar Economia, onde, tocando em bares e clubes noturnos, começou a compor com mais frequência; datam dessa época as composições "Novena" e "Gira Girou" (1964), ambas com Márcio Borges.
Em 1966 Milton escreveu, em parceria com César Roldão Vieira, as canções para a peça infantil "Viagem ao Faz de Conta" de Walter Quaglia. Em 1967, segundo o trecho da contracapa do disco Milton e Tamba Trio: "Milton Nascimento entrou no estúdio acompanhado pelo 'Tamba Trio', no Rio de Janeiro, em 1967, para gravar seu primeiro disco. O encontro de 'Milton & Tamba' com os arranjos de Luizinho Eça fazem de 'Travessia' um álbum definitivo e eternamente moderno." No ano anterior,1966, a composição "Canção do Sal" foi gravada por Elis Regina. A convite do músico Eumir Deodato, gravou um LP nos Estados Unidos (Courage), no qual gravaram uma versão de "Travessia" chamada "Bridges". Em 1970 realiza temporadas no Rio de Janeiro e em São Paulo com o conjunto Som Imaginário, destacando-se desse período "Para Lennon e McCartney" (1970, com Fernando Brant, Márcio Borges e Lô Borges) e Clube da Esquina. Participou e compôs a trilha sonora de filmes como Os Deuses e os Mortos (1969, direção de Ruy Guerra), e atuou em Fitzcarraldo (1981, direção de Werner Herzog).
Num documentário sobre sua carreira exibido na TV Cultura em 2008, com depoimentos de inúmeros artistas em vários tempos, Milton revelou que seu ídolo Agostinho dos Santos foi um grande divulgador de sua arte no Rio de Janeiro em fins da década de 60. Ele seria solicitado a substituir apressadamente um músico num bar, tocando violão e cantando; à vontade, incluiu na programação várias de suas músicas. Foi nessa apresentação que Agostinho conheceu-o, interessou-se pelo seu trabalho e tornou-se um amigo pessoal, levando-o a tiracolo pelo meio artístico e a sociedade carioca do show business, antes de seu trágico desaparecimento.

### Clube da Esquina

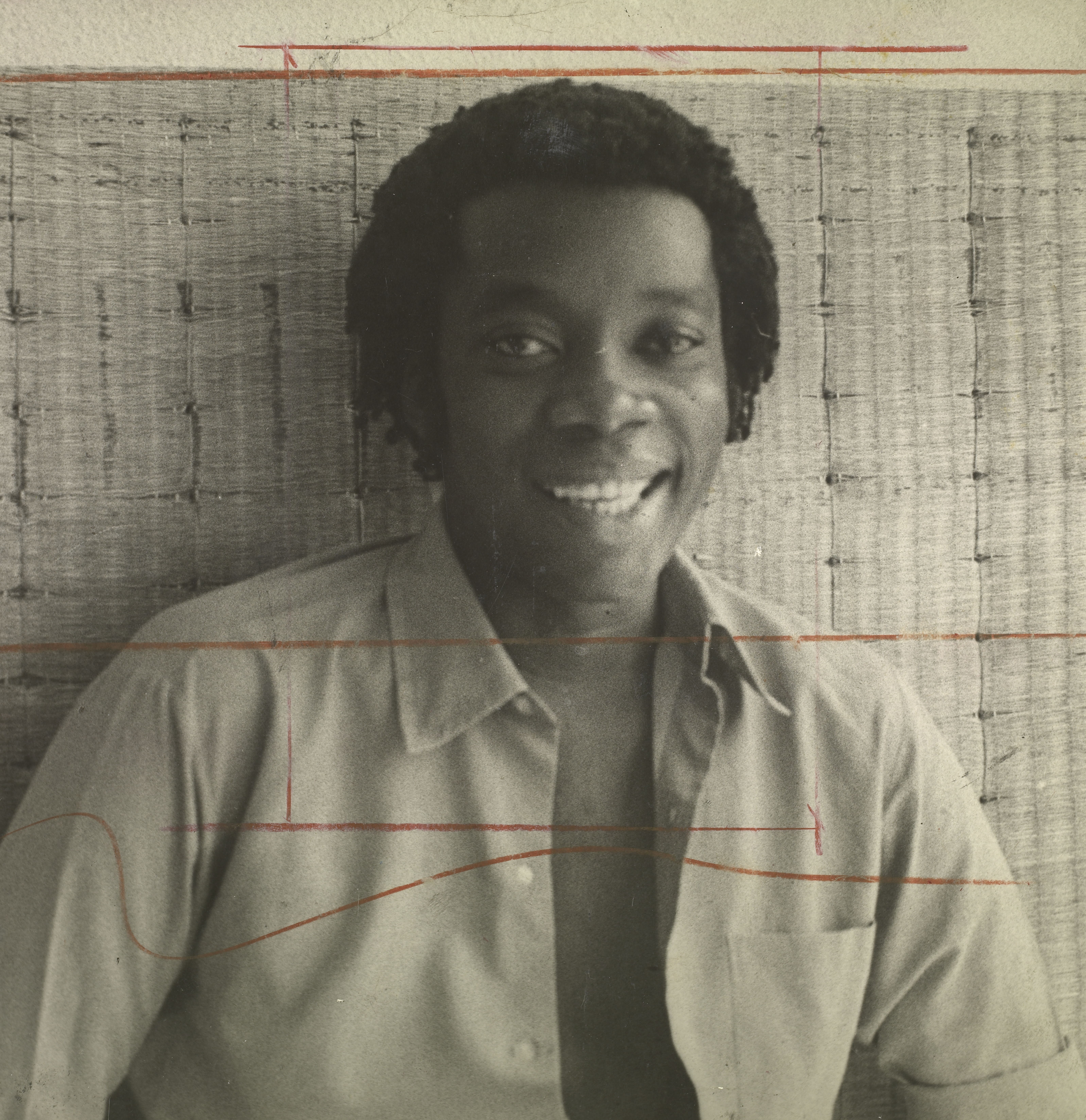
Milton Nascimento em 1972

Na pensão onde foi morar na capital mineira, no Edifício Levy, Milton conheceu os irmãos Borges, Marilton, Lô e Márcio. Dos encontros na esquina das ruas Divinópolis com Paraisópolis, no tradicional bairro belo-horizontino de Santa Tereza, surgiram os acordes e letras de canções como "Cravo e Canela", "Alunar", "Para Lennon e McCartney", "Trem Azul", "Nada Será Como Antes", "Estrelas", "São Vicente" e "Cais". Aos meninos fãs do The Beatles e do The Platters vieram juntar-se Tavinho Moura, Flavio Venturini, Beto Guedes, Fernando Brant, Toninho Horta. Em 1972 a EMI gravou o primeiro LP, Clube da Esquina, que era duplo.
Milton Nascimento foi convidado por Wayne Shorter a gravar um disco com ele, em 1975. O disco chamava-se Native Dancer e serviu para projetar Milton no mercado norte-americano.
Entre outras canções, há "Maria Maria" (1978, com Fernando Brant), e a interpretação de "Coração de Estudante" (Wagner Tiso), que se tornou o hino das Diretas Já (movimento sócio-político de reivindicação por eleições diretas, 1984) e dos funerais de Tancredo Neves (1985). Posteriormente, a "Canção da América" foi o tema de fundo dos funerais de Ayrton Senna (1994).

### Diversificação

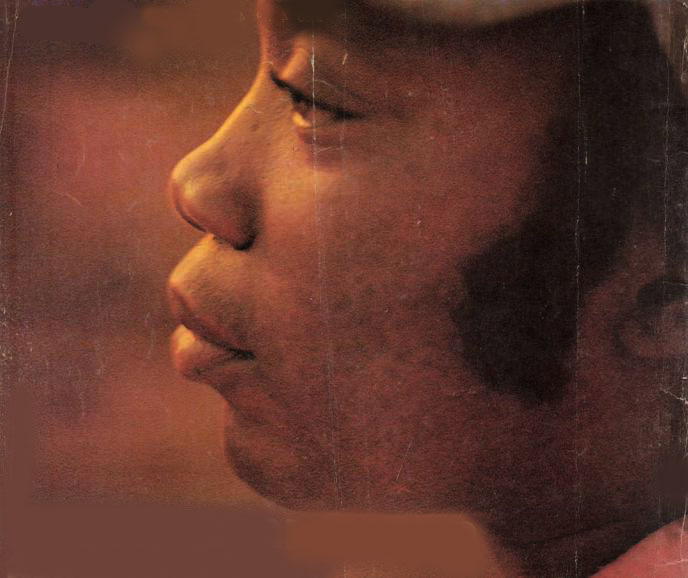
Milton Nascimento em 1979

Originalmente idealizado para a montagem do ballet teatro do Balé Teatro Guaíra (Curitiba, 1982), o espetáculo O Grande Circo Místico foi lançado em 1983. Milton integrou o grupo seleto de intérpretes da MPB que viajaram o país durante dois anos apresentando o projeto. Milton interpretou a canção "Beatriz", composta pela dupla Chico Buarque e Edu Lobo. O espetáculo conta a história de amor entre um aristocrata e uma acrobata e a saga da família suíça proprietária do Circo Knie, que vagava pelo mundo nas primeiras décadas do século.
Valendo-se ainda do filão engajado da pós-ditadura, participou em 1985 do Nordeste Já, versão brasileira do USA for Africa que criou as canções "Chega de Mágoa" e "Seca D'água".

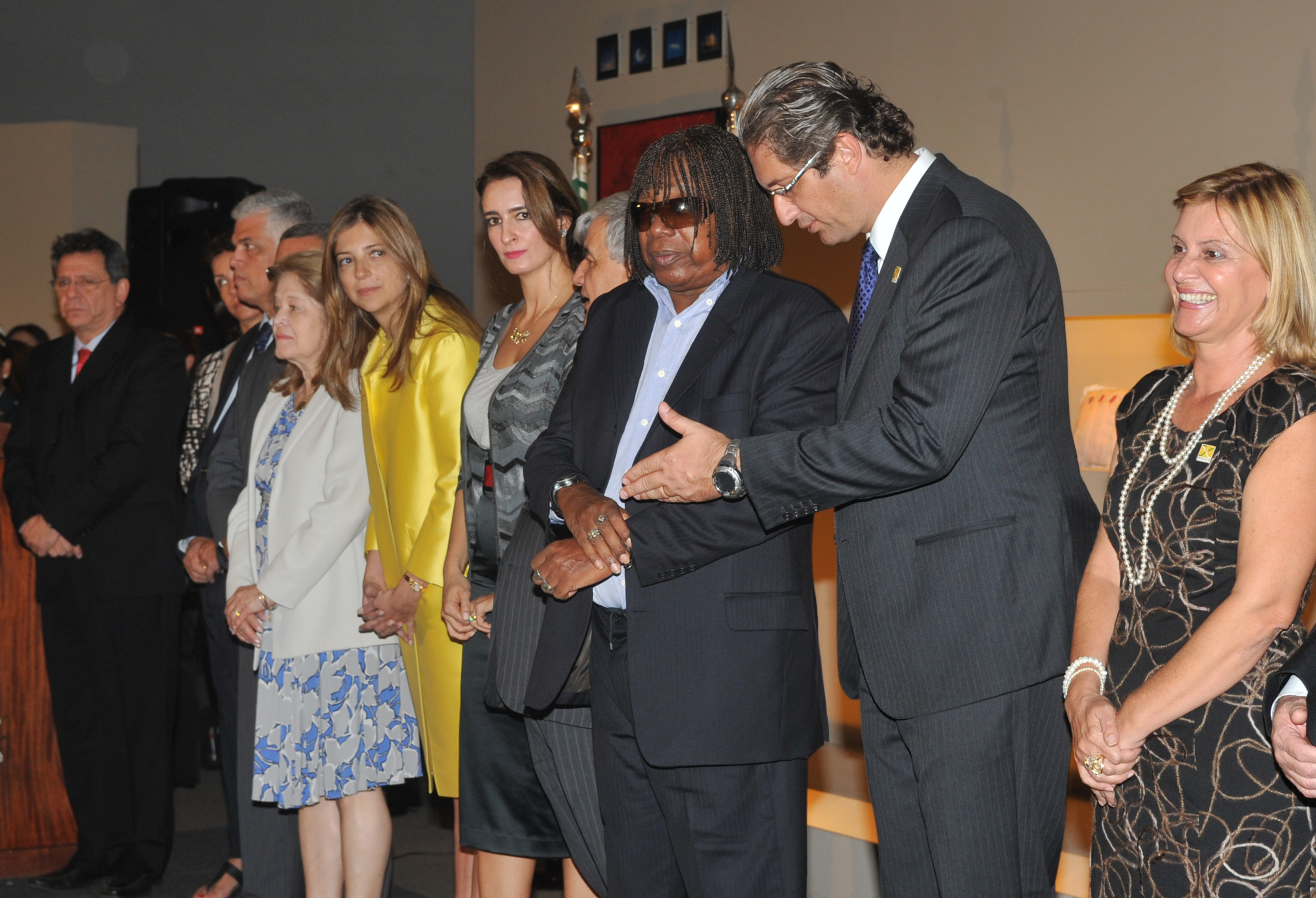
O cantor Milton Nascimento e o ex-governador do Distrito Federal, Rogério Rosso, conversam durante lançamento do selo e da moeda comemorativos dos 50 anos de Brasília

Em 2010 Milton Nascimento foi o homenageado do Festival Internacional de Corais (FIC) de Belo Horizonte. No encerramento do festival, Milton esteve presente e recebeu uma homenagem de mais de mil vozes que cantaram uma composição de Fernando Brant e Leonardo Cunha "A Voz Coral" feita especialmente para o homenageado.
Além disso, neste mesmo ano, o cantor, que também é padrinho da banda Roupa Nova, foi homenageado pelo sexteto carioca em uma participação especial no CD/DVD ao vivo da banda na faixa "Nos Bailes da Vida", de composição de Milton, como forma de agradecimento pelo que ele fez para o grupo durante os 30 anos de carreira, já que ambos vieram de 'bailes'.
O diretor Marcelo Flores preparou um filme celebrando os 50 anos de carreira do cantor, Milton - A Voz. Híbrido de documentário e ficção, o filme inclui recriações de passagens da vida de Milton com o músico interpretado por Fabrício Boliveira.
A escola de samba Tom Maior fez de Milton seu enredo para o desfile de 2016 com tema: Travessias de Milton Nascimento, em homenagem aos seus 50 anos de carreira e uma festa com participações do grupo KLB, Sandra de Sá, Fat Family e Erikka Rodrigues.
Em maio de 2015, foi convidado pela Berklee College of Music para ser o homenageado do ano na formatura dos graduandos de 2016 e receber o título de Doutor Honoris Causa daquela instituição, por sua vasta contribuição à música. Às vezes, é chamado de "voz de Deus" da música brasileira.
Elegeu Elis Regina como "a grande musa inspiradora" para quem compôs inúmeras canções. A filha de Elis, Maria Rita, teve sua carreira catapultada pelo padrinho Milton Nascimento com a participação no álbum Pietá, cantando as faixas "Voa Bicho", "Vozes do Vento" e "Tristesse". Em seguida a cantora teve entre os sucessos de seu disco de estreia duas composições de Milton, "A Festa" e "Encontros e Despedidas".
Além da composição de "A Barca dos Amantes" em parceria com Sérgio Godinho e apresentações pontuais de álbuns como Pietà em 2003, Milton Nascimento apresentou o álbum Novas Bossas em 18 de julho de 2008, em que dançou e cantou no Coliseu dos Recreios.

## Aposentadoria dos palcos
O cantor anunciou em 2021 que não faria mais apresentações nos palcos a partir de 2022, ano da sua última turnê. O último show foi no Estádio Mineirão em Belo Horizonte no dia 13 de novembro, para um público de 60 mil pessoas. Milton acabaria fazendo uma aparição surpresa no mesmo estádio meses depois durante o show de despedida do Skank em março de 2023, participando de "Resposta", canção que Milton já havia gravado junto de Lô Borges.

## Discografia

### Álbuns de estúdio
- Travessia (1967)
- Courage (1968)
- Milton Nascimento (1969)
- Milton (1970)
- Clube da Esquina (com Lô Borges) (1972)
- Milagre dos Peixes (1973)
- Native Dancer (com Wayne Shorter) (1974)
- Minas (1975)
- Geraes (1976)
- Milton (1976)
- Clube da Esquina 2 (1978)
- Journey to Dawn (1979)
- Sentinela (1980)
- Caçador de Mim (1981)
- Anima (1982)
- Encontros e Despedidas (1985)
- Brazilian Romance (com Sarah Vaughan) (1987)
- Yauaratê (1987)
- Miltons (1989)
- Txai (1990)
- Angelus (1994)
- Amigo (com Orquestra Jazz Sinfônica, Rouxinóis Divinópolis e Crianças Programa Curumim) (1995)
- Nascimento (1997)
- Crooner (1999)
- Gil & Milton (com Gilberto Gil) (2000)
- Pietà (2002)
- O Coronel e o Lobisomem - Uma Comédia Fantástica (trilha sonora) (com Caetano Veloso) (2005)
- Novas Bossas (com Jobim Trio) (2008)
- Milton Nascimento & Belmondo (com Belmondo) (2008)
- ...E a Gente Sonhando (2010)
- Tamarear (com Dudu Lima Trio) (2014)
- Milton + Esperanza (com Esperanza Spalding) (2024)

### Álbuns ao vivo
- Milagre dos Peixes Ao Vivo (1974)
- Missa dos Quilombos (com Pedro Casaldáliga e Pedro Tierra) (1982)
- Ao Vivo (1983)
- Corazón Americano (com Mercedes Sosa e León Gieco) (1986)
- A Barca dos Amantes (com Wayne Shorter) (1986)
- O Planeta Blue na Estrada do Sol (1992)
- Tambores de Minas (1998)
- Under Tokyo Skies (com Herbie Hancock) (2010)
- Ensaio (com Wagner Tiso) (2012)
- Uma Travessia, 50 Anos de Carreira Ao Vivo (2013)

### Álbuns de compilação
- Maria Maria / Último Trem (2010)[26]

## Homenagens

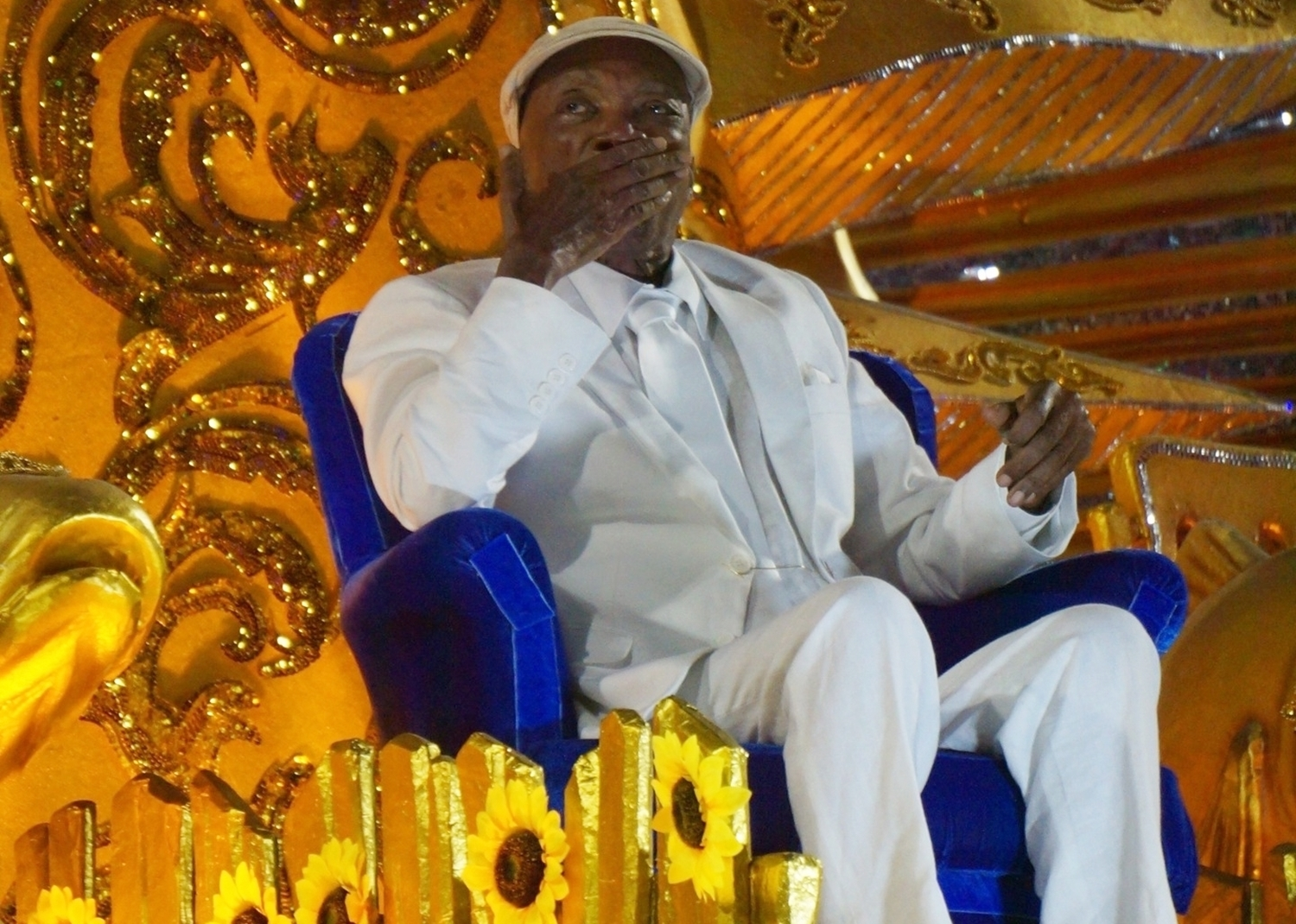
Milton Nascimento no desfile da Portela no carnaval de 2025.

- A Universidade do Estado de Minas Gerais (UEMG) concedeu a Milton Nascimento o título de Doutor Honoris Causa[27]
- É também Doutor Honoris Causa pela Berklee College of Music, título concedido em maio de 2016 em Boston, Massachusetts, nos Estados Unidos[28]
- Milton recebeu o título de Embaixador Internacional do Cruzeiro Esporte Clube em 1996, devido a sua simpatia pelo clube[29]
- No ano de 2022, recebeu o título de 'personalidade do ano' do Prêmio Faz Diferença, organizado pelo jornal carioca O Globo[30]
- Bituca foi homenageado três vezes no carnaval brasileiro. A primeira vez foi no carnaval carioca de 1989, pela Unidos do Cabuçu, com o enredo "Milton Nascimento, Sou do Mundo, Sou de Minas Gerais". O desfile foi ecologicamente correto, sem utilização de plumas e enfeites de origem animal, conforme pedido do próprio cantor, que desfilou na última alegoria.[31]
- A segunda vez foi no carnaval paulistano de 2016, pela Tom Maior, com o enredo "Milton Nascimento, Sou do Mundo, Sou de Minas Gerais". Novamente, Milton desfilou na última alegoria.[31]
- A terceira homenagem foi feita pela Portela no carnaval carioca de 2025. Com o enredo "Cantar será buscar o caminho que vai dar no sol - Uma homenagem a Milton Nascimento", foi a primeira vez que a escola contou a história de um personagem importante para o país ainda em vida. O cantor também desfilou na última alegoria.[32]